# Az ENSZ-főtitkár kelet-timori különmegbízottja

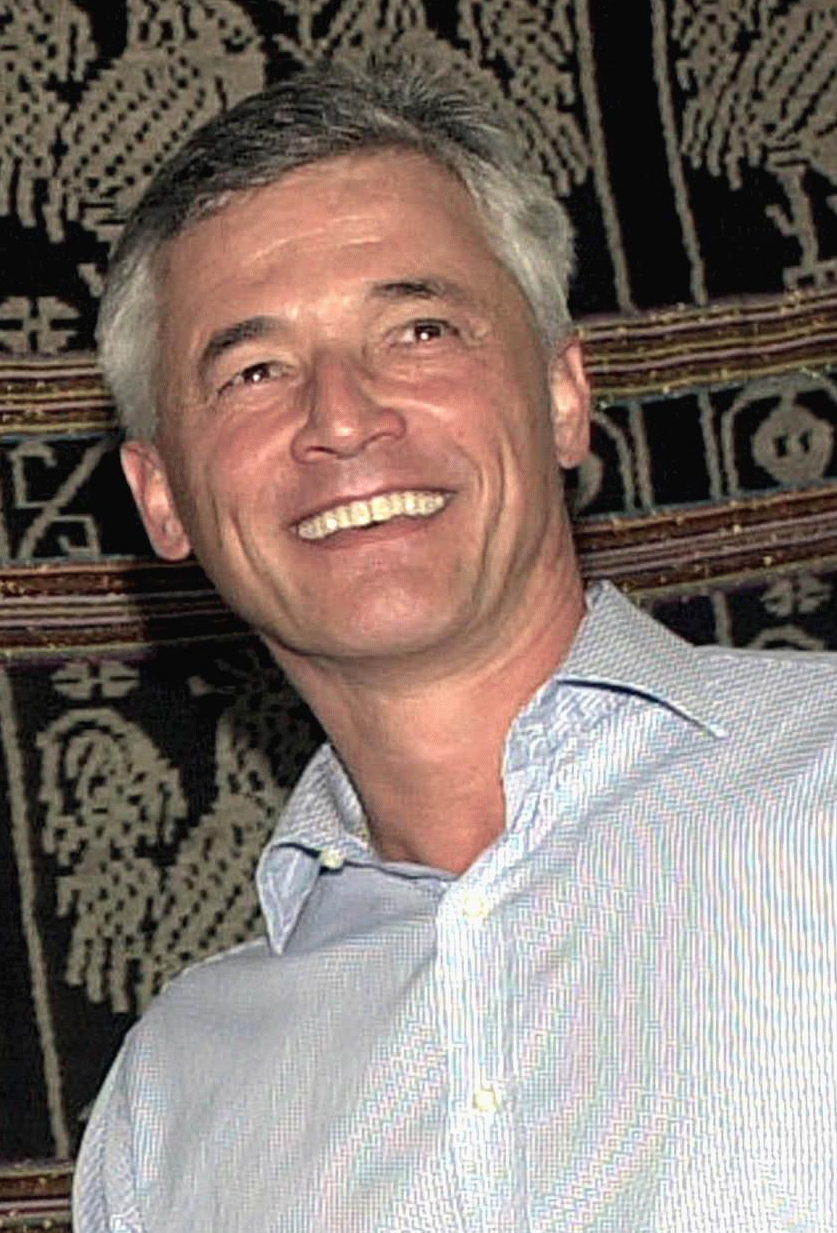
Sérgio Vieira de Mello, 2002

Az ENSZ főtitkár kelet-timori különmegbízottját az ENSZ főtitkára nevezte ki az ENSZ Kelet-Timorban felállított átmeneti adminisztrációja(en) (UNTAET) irányítására. Kelet-Timor korábban indonéz megszállás alatt állt, 1975-ben vált annektálással Indonézia részévé. A függetlenedés időszakában a különmegbízott olyan szerepet töltött be a kormányzati struktúra kialakításában és szervezésében, amely megfelelhet egy államfő szerepének.
Az 1999-es kelet-timori függetlenségi népszavazást követő erőszakos cselekmények, amelyeket helyi szélsőséges indonéz milíciák követtek el az anyaország támogatásával, rendkívül sok halálos áldozatot eredményeztek, hatalmas károkat okoztak. Az UNTAET-nek – a különmegbízott irányításával – ebben a környezetben kellett megteremtenie az ország valós függetlenségét, megalapozni a gazdaság, a termelés beindulását, a helyi közigazgatás alapjait.
Az első különmegbízott Sérgio Vieira de Mello brazil diplomata volt, aki több, mint 20 éves ENSZ karriert tudhatott a háta mögött. Feladatát 1999 októbere és 2002 között látta el, a megbízotti státusz itt gyakorlatilag az ő személyével azonosult. A népszavazás eredménye után azonnal elfoglalta állomáshelyét Diliben, és az általános választások eredményéig, vagyis a parlament megalakulásáig és az elnök hivatalba lépéséig maradt. 
További különmegbízottak:
- Kamalesh Sharma
- Haszegava Szukehiro[3][4]
- Atul Khare
- Ameerah Haq[5]
- Finn Reske-Nielsen, a jelenlegi különmegbízott[6]